# Bobeldijk
Bobeldijk (52° 39′ N, 5° 00′ L) é uma cidade dos Países Baixos, na província de Holanda do Norte. Bobeldijk pertence ao município de Koggenland, e está situada a 5 km, a oeste de Hoorn.
A área de Bobeldijk, que também inclui as partes periféricas da cidade, bem como a zona rural circundante, tem uma população estimada em 300 habitantes.